# Крищенко, Вадим Дмитриевич
Вадим Дмитриевич Крищенко (укр. Вадим Дмитрович Крищенко; род. 1 апреля 1935, Житомир) — украинский поэт-песенник, заслуженный деятель искусств Украины (1995), член Национального союза писателей Украины (1972), полный кавалер ордена «За заслуги» (2000, 2007 и 2015), Народный артист Украины (2008). Кавалер ордена князя Ярослава Мудрого V степени (2005), ордена Трудового Красного Знамени, высших церковных наград Украинской Православной Церкви — ордена Андрея Первозванного и ордена Святого Владимира.

## Биография
Родился 1 апреля 1935 года в Житомире. 
Детство прошло на берегах Хоморы у бабушки с дедушкой в селе Глубочок Барановского района.
После возвращения отца с фронта Крищенко поселились в Житомире. Когда Вадиму Дмитриевичу исполнилось 14 лет, умерла его мать. Её светлый образ проходит сквозь всё творчество поэта.
Писать стихи начал еще в школе. Большое влияние на его становление как поэта-песенника оказал Андрей Малышко.
Учился на факультете журналистики Киевского университета, посещал литературную студию.
После окончания университета работал журналистом. В 1963 году вышел его первый сборник стихов. В последующие годы появилось ещё более 50 поэтических сборников Вадима Крищенко. Работал в соавторстве с такими композиторами, как Геннадий Татарченко, Александр Злотник, Игорь Поклад, Александр Морозов, Павел Дворский, Владимир Домшинский и другие.
София Ротару, Василий Зинкевич, Лилия Сандулеса, Иво Бобул, Оксана Билозир и многие другие украинские певцы охотно включают в свой состав репертуара песни Вадима Крищенко. Его произведения в постоянном репертуаре Героя Украины, Народного артиста Украины Анатолия Паламаренко.
В 2019 и 2022 годах в свет вышли книги Инны Павленко о жизни и творчестве Вадима Крищенко.

## Творчество
Вадим Дмитриевич Крищенко является автором более 55 поэтических сборников и более 1000 песен.